# 로열로더
로열로더(Royalroader, 왕도를 걷는 자)는 대한민국 e스포츠 리그에서 사용되는 용어로,
김동수가 개인리그 첫 출전에 우승까지 차지한것을 본따 이후 첫 출전한 개인리그 본선에서 우승까지 차지한 선수에게 붙여주는 명칭으로 황제가 걸은길이란 '로열로더' 란 명칭이 생겼다.
본래 온게임넷 스타리그에서 쓰이기 시작했는데, 이는 MSL에서도 이 호칭을 사용한 바 있으며, 2012년부터는 글로벌 스타크래프트 II 리그에서도 이 호칭을 사용하고 있다.
개인리그 본선이란 스타리그, MSL, 글로벌 스타크래프트 II 리그 코드 S 등 국내 메이저 개인리그의 공식 1라운드 이상을 칭하며, 스타챌린지, 듀얼토너먼트, 서바이버 토너먼트, 글로벌 스타크래프트 II 리그 코드 A 등의 하부 리그는 이에 해당되지 않는다.
동명의 스타크래프트웹툰  [로열로더 http://toptoon.com/comic/ep_list/Royalloade] 가 탑툰에서 연재되고 있다.

## 스타리그 역대 로열로더
- 제1대 기욤 패트리 (프로토스, 하나로통신배 투니버스 스타리그 우승, 2000년, 기욤 패트리 3-2 강도경)[3]
- 제2대 김동수 (프로토스, 프리챌배 온게임넷 스타리그 우승, 2000년, 김동수 3-0 봉준구)
- 제3대 임요환 (테란, 한빛소프트배 온게임넷 스타리그 우승, 2001년, 임요환 3-0 장진남)
- 제4대 이윤열 (테란, 파나소닉배 온게임넷 스타리그 우승, 2003년, 이윤열 3-0 조용호)
- 제5대 박성준(저그, 질레트 스타리그 우승, 2004년, 박성준 3-1 박정석)
- 제6대 오영종 (프로토스, So1 스타리그 우승, 2005년, 오영종 3-2 임요환)
- 마재윤 (저그, 2006년 신한은행 스타리그 시즌3 우승)[4]
- 제7대 이제동 (저그, EVER 스타리그 2007 우승, 2007년, 이제동 3-1 송병구)[5][출처 필요]

## MSL (MBC게임 스타리그) 역대 로열로더
- 제1대 강민 (프로토스, 스타우트 MSL 우승, 2003년, 강민 3-0 이윤열)[6]
- 제2대 최연성 (테란, TG삼보 MSL 우승, 2003년, 최연성 3-0 홍진호)
- 제3대 김택용 (프로토스, 곰TV MSL 시즌1 우승, 2007년, 김택용 3-0 마재윤)
- 제4대 박성균 (테란, 곰TV MSL 시즌3 우승, 2007년, 박성균 3-1 김택용)

## 글로벌 스타크래프트 II 리그 (GSL) 역대 로열로더
- 이승현 (저그, 2012 HOT6 GSL Season 4 Code S 우승, 2012년, 이승현 4-3 정종현)[7]
- 제 1대 백동준 (프로토스, 2013 WCS 코리아 시즌 3 조군샵 GSL 우승, 2013년, 백동준 4-2 어윤수)
- 제 2대 주성욱 (프로토스, 2014 핫식스 GSL 시즌 1 우승, 2014년, 주성욱 4-3 어윤수

## 리그 오브 레전드
- Faker 이상혁 (미드) - 2013 롤드컵 (SKT T1)
- Huni 허승훈 (탑) - 2017 스프링 (SKT T1)
- Cuzz 문우찬 (정글) - 2017 섬머 (킹존 드래곤X)
- Khan 김동하 (탑) - 2017 섬머 (킹존 드래곤X)
- kingen 황성훈 (탑) - 2018 섬머 (kt 롤스터)
- Clid 김태민 (정글) - 2019 스프링 (T1)
- Canna 김창동 (탑) - 2020 스프링 (T1)
- Ghost 장용준 (AD 캐리) - 2020 롤드컵 (담원 게이밍)
- Zeka 김건우 (미드) -2022 롤드컵 (DRX)
- Peyz 김수환 (AD 캐리) - 2023 스프링 (Gen.G)

## 크레이지레이싱 카트라이더
- 1대: 김대겸 (1차 리그)
- 2대: 김진용 (2차 리그)
- 3대: 강진우 (4차 리그)
- 4대: 김다원 (2022 시즌 1 (개인전))
- 5대: NEAL (2022 시즌 2 (개인전))[8]